# 10
El año 10 (X) fue un año común comenzado en miércoles del calendario juliano, en vigor en aquella fecha. En el Imperio romano, era conocido como el Año del consulado de Dolabela y Silano (o menos frecuentemente, año 763 Ab urbe condita). La denominación 10 para este año ha sido usado desde principios del período medieval, cuando la era A. D. se convirtió en el método prevalente en Europa para nombrar a los años.

## Acontecimientos
- En Bactria (norte de Afganistán, sur de Uzbekistán, y todo Tayikistán) se extingue la dinastía griega.
- Iliria se reparte entre Panonia y Dalmacia.
- La tribu germánica de los irmiones se divide.
- En Chipre se registra un terremoto.[1]

## Nacimientos
- Herón de Alejandría, ingeniero griego.

## Fallecimientos
- Dídimo de Alejandría, erudito y gramático griego helenístico.